# Јанс Петер Хаве
Јанс Петер Хаве (норв. Jens Petter Hauge; 12. октобар 1999) јесте норвешки фудбалер који тренутно игра за Ајнтрахт из Франкфурта. Такође наступа и за норвешку репрезентацију.

## Каријера
Рођен је у Бодеу у Нордланду. Напредујући кроз омладинску академију у Боде/Глимту, Хаве је потписао свој први професионални уговор са клубом 12. априла 2016. године. Следећег дана дебитовао је међу сениорима у победи од 6 : 0 у купу против ИФ Флеја. Ушао је као замена у 64. минуту уместо Фитима Аземија. Одмах је постигао хет-трик.Хаве је дебитовао у лиги 23. априла против Стремсгодсета, где је касно ушао као замена, а Боде/Глимт је изгубио са 2 : 0. У следећим лигашким утакмицама које је редовно играо, 8. јула постигао је врхунски гол у победи над Стартом у гостима (4 : 1). Тако је постао најмлађи стрелац Боде/Глимта у лиги. У сезони 2016/17, уписао је 20 лигашких наступа у којима је постигао један гол. Након поменуте сезоне, клуб је испао у Прву лигу Норвешке.
Следеће сезоне, Хаве се наметнуо као неприкосновени стартер, пошто је Боде/Глимт освојио друголигашко првенство и моментално се вратио у лигу највишег ранга. Те сезоне је дао значајан допринос, постигавши два гола и имавши 13 асистенција. На почетку сезоне 2018/19, Хаве је поново изгубио почетну улогу и као резултат тога је позајмљен друголигашу Олесуну 15. августа 2018, на пола сезоне, после 11 лигашких наступа у којима није постигао ниједан гол. У том клубу је до краја сезоне уписао само шест лигашких наступа.
Током следеће сезоне, Хаве се вратио у стартну поставу Боде/Глимта. Дана 10. новембра 2019. постигао је оба гола за свој клуб у поразу од Розенборга у гостима са 2 : 3.  Те сезоне одиграо је 28 лигашких утакмица у којима је постигао седам голова и направио две асистенције.
У сезони 2020, која је одложена за почетак у јуну 2020. године због пандемије ковида 19, Хаве и Боде/Глимт су сјајно стартовали. Након десет дана утакмица, клуб је повео на табели лиге. У том тренутку Хаве је већ постигао шест голова и асистирао на шест. Такође је успео да импресионира у квалификацијама за Лигу Европе. У тесном поразу од италијанског клуба Милана са 2 : 3 на гостовању, Хаве је био директно умешан у циљеве оба тима. Као резултат, медији су известили да су Росонери заинтересовани да га потпишу.

### Милан
Дана 1. октобра 2020, Хаве је потписао петогодишњи уговор са италијанском клубом Миланом. Већ 4. октобра 2020. дебитовао је у победи над Специјом од 3 : 0 а 22. октобра 2020. постигао је свој први гол за Милан у победи од 3 : 1 над Селтиком у групној фази Лиге Европе. Дана 22. новембра 2020. постигао је свој први гол у Серији А у победи над Наполијем са 3 : 1 у гостима.

### Ајнтрахт
Дана 10. августа 2021, Ајнтрахт из Франкфурта је објавио да ће се Јанс придружити клубу на сезонску позајмицу са опцијом да уговор буде трајан. Постигао је гол у свом дебију у Франкфурту иако је у поразу од Борусије Дортмунд резултатом 5–2, 14. августа 2021. 
Дана 28. маја 2022, Ајнтрахт из Франкфурта је објавио да је активирао опцију куповине од клуба из Серије А Милана након његове једногодишње позајмице. Јанс је потписао уговор до 2026. године.

## Награде
Боде/Глимт
- Елитсеријен: 2020.

Ајнтрахт Франкфурт
- УЕФА Лига Европе: 2021/22.